# 文義済
文 義済（ムン・イジェ、ムン・ウィジェ、韓国語:문의재、1975年2月10日-）は、大韓民国のレスリング選手。大田広域市出身。韓国体育大学校出身。2000年シドニーオリンピックレスリングフリースタイル76kg級で銀メダルを獲得。2004年アテネオリンピック同種目84kg級でも銀メダルを獲得した選手である。
シドニーでは準決勝で敗れ3位決定戦で勝利し銅メダルを獲得していたが、2位の選手がドーピング違反のため繰り上がりの銀メダルとなった。

## 実績
- オリンピック
  - 2000年シドニーオリンピック　銀メダル
  - 2004年アテネオリンピック　銀メダル
- 世界選手権
  - 2位　1998、2001年
- アジア大会
  - 優勝　1998、2002年
- アジア選手権
  - 優勝　1997年
  - 2位　2004年